# Whitney Smith

Dr. Smith skapade det förslag för Guyanas flagga som, efter ändringar och tillägg av vitt och svart, antogs 1966. Den kallas för The Golden Arrowhead ("den gyllene pilspetsen").

Dr. Smith formgav också det här förslaget till en flagga för Antarktis. Antarktis har ingen regering eller suverän och flaggan har inte antagits officiellt av någon organisation.

Whitney Smith, född 26 februari 1940 i Arlington i Massachusetts, död 17 november 2016, var en professionell amerikansk vexillolog, det vill säga en vetenskapsman inom området flaggor. Det var Smith som skapade termen vexillologi (på engelska vexillology), vilket han gjorde 1958 i artikeln Flags of the Arab World. År 1961 startade Smith och hans kollega Gerhard Grahl tidskriften The Flag Bulletin, som var världens första tidskrift som endast var ämnad för flaggor och kunskapen om dem. Året efter startade Smith institutet Flag Research Center i Winchester i Massachusetts. Han var senare institutets direktör, och redaktör för The Flag Bulletin (ISSN 0015-3370), som numera utkommer varannan månad.
Whitney Smith studerade vid Harvard University och tog sedan MA- (master of arts, ungefär motsvarande fil.mag.) och PhD-examina (filosofie doktor) vid Boston University. Han var lärare och assisterande professor i statsvetenskap vid Boston University från 1964 till 1970.
Smith samarbetade med Klaes Sierksma för att arragnera den första internationella vexillologiska kongressen (First International Congress of Vexillology), som hölls i Muiderberg i Nederländerna 1965. De två och Louis Mühlemann grundade Fédération internationale des associations vexillologiques (FIAV), som formellt fick sin start 1969. Smith grundade North American Vexillological Association (NAVA) 1967, som blev en av medlemsorganisationerna i FIAV.  
Smith har skrivit 27 böcker om flaggor, däribland Flags Through the Ages and Across the World, The Flag Book of the United States, and Flag Lore of all Nations. Smith skapade det första utkastet till Guyanas flagga och har formgivit flaggor till en mängd statliga organ och organisationer. 1981 deltog Smith i en kommitté som utformade Bonaires flagga.
NAVA:s årliga pris Whitney Award for outstanding contribution to North American vexillology har fått sitt namn efter Smith.